# Глієр-Валь-де-Борн
Глієр-Валь-де-Борн (фр. Glières-Val-de-Borne) — муніципалітет у Франції, у регіоні Овернь-Рона-Альпи, департамент Верхня Савоя. Глієр-Валь-де-Борн утворено 1 січня 2019 року шляхом злиття муніципалітетів Антремон i Ле-Петі-Борнан-ле-Глієр. Адміністративним центром муніципалітету є Ле-Петі-Борнан-ле-Глієр. Населення — 1827 осіб (01.01.2021).